# Tritenii de Jos (gmina)
Tritenii de Jos – gmina w Rumunii, w okręgu Kluż. Obejmuje miejscowości Clapa, Colonia, Pădureni, Tritenii de Jos, Tritenii de Sus i Tritenii-Hotai. W 2011 roku liczyła 4240 mieszkańców.